# 頭髮胸罩

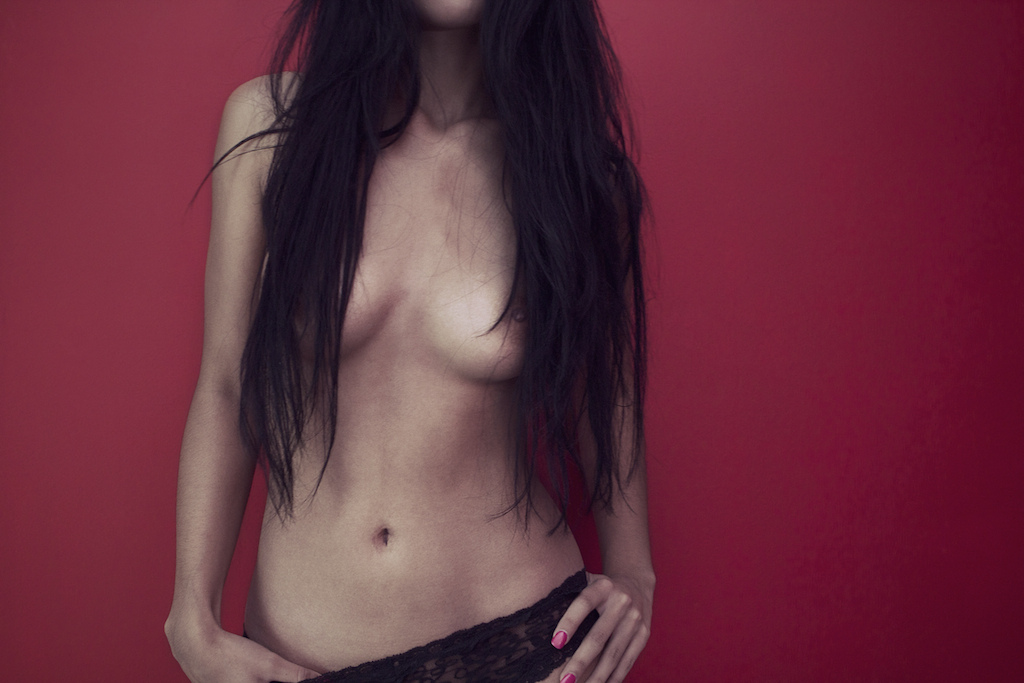
頭髮胸罩

頭髮胸罩（英語：Hair bra），是指女性用自己的頭髮遮住乳頭及乳暈的攝影姿勢，英國記者珍妮絲·特納2005年在衛報就有提過此攝影姿勢。若是頭髮長度未到達乳頭，用假髮代替頭髮，或是用接髮遮住乳頭也算是頭髮胸罩。一般是已進入青春期的女性才會需要使用胸罩，不過各年齡的女性都可以用頭髮胸罩來避免暴露乳頭，類似作用的攝影姿勢還包括手胸罩（用手掌或是手臂遮住乳頭）或是腿胸罩。
頭髮胸罩和用手遮住乳頭及乳暈的手胸罩一樣都屬於半裸體，有很強的煽情效果。如果是在像一些漫畫或動畫中，女性限制不能露出乳頭及乳暈，需用頭髮胸罩的方式避免，可能會在該角色中設定為長髮。
1980年的《藍色珊瑚礁》，女主角布魯克·雪德絲在拍攝時14歲，電影中許多上空鏡頭就是在頭髮胸罩的方式拍攝。濱崎步在1999年專輯《Appears》封面的造型，就是頭髮胸罩的半裸體照片，而台灣藝人李愛綺（李嘉）2010年專輯的宣傳照也有頭髮胸罩的照片。